# Inwil
Inwil är en ort och kommun i distriktet Hochdorf i kantonen Luzern, Schweiz. Kommunen har 2 919 invånare (2023).